# Tapís de Tarragona
El Tapís de Tarragona és un tapís de Joan Miró fet el 1970 en col·laboració amb Josep Royo i que es troba exposat actualment al Museu d'Art Modern de Tarragona.

## Història

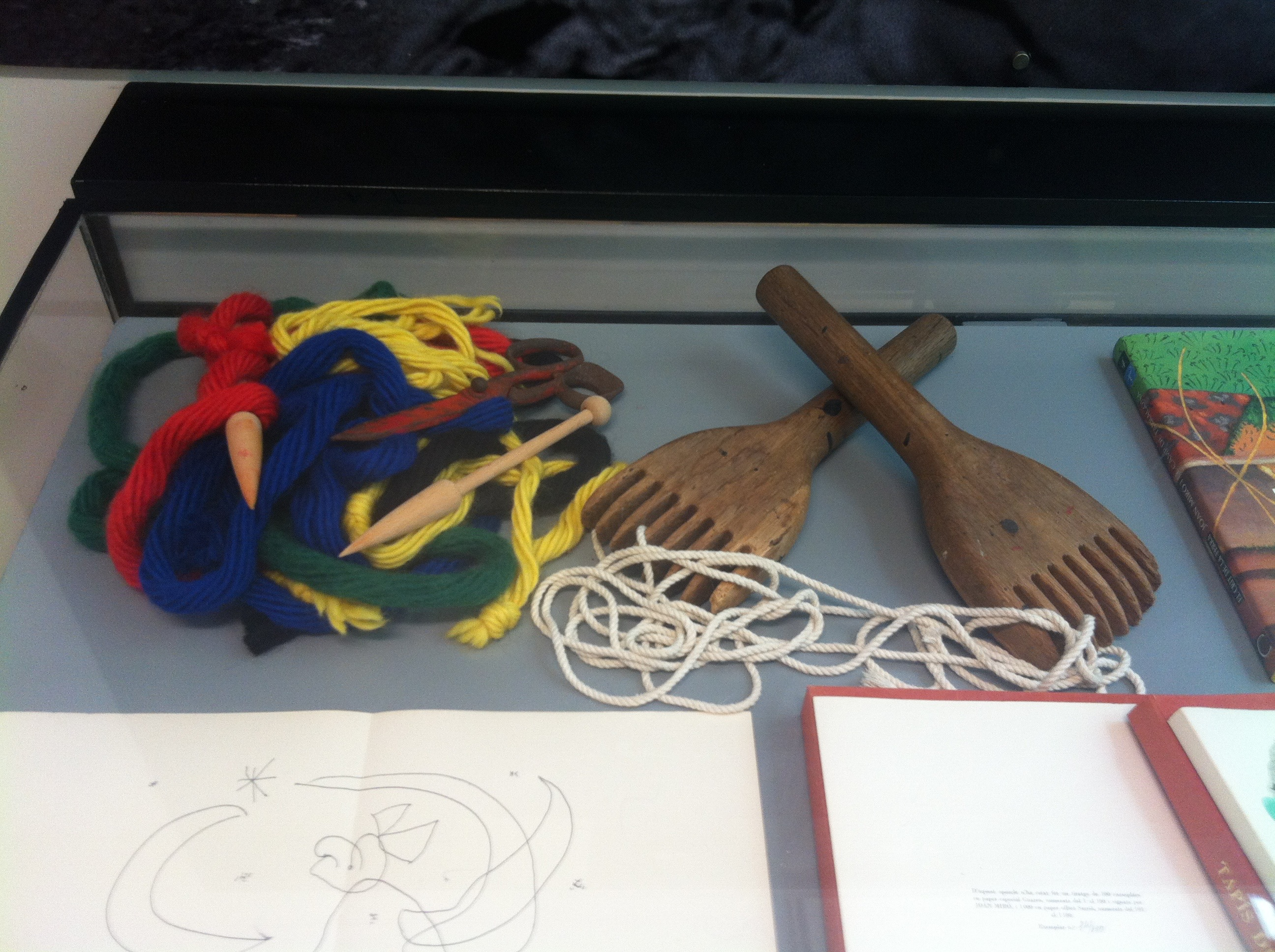
Eines que es van fer servir per teixir l'obra, exposades al MAMT.

La nit de Cap d'Any de 1966, Maria Dolors Miró, l'única filla de Joan Miró, fou atropellada per un tren en creuar el pas a nivell de Mont-roig del Camp. L'atengué el Dr. Rafael Orozco, un jove metge que preferí que l'artista li pagués els seus honoraris en forma d'una pintura pel nou centre assistencial del qual en seria el director, l'avui desaparegut Hospital de la Creu Roja de Tarragona. Així doncs, el 27 de setembre de 1968, Joan Miró signà el primer esborrany de l'obra, una avançada d'un projecte més ambiciós que encetaria una nova vessant en la trajectòria de l'artista: un tapís de grans dimensions, que seria executat per Josep Royo.
Joan Miró batejà l'obra com a Tapís de Tarragona, i n'encarregà la realització al jove artista Josep Royo, que havia contribuït a la renovació de la Fàbrica de Tapissos Aymat de Sant Cugat del Vallès, que més endavant esdevindria l'Escola Catalana de Tapisseria. Aquell projecte fou l'inici d'un camí compartit entre Joan Miró i Josep Royo, que els portà a la recerca de nous espais per a la realització de les seves obres conjuntes, com l'emblemàtica Farinera de Tarragona. Creu Roja conserva la propietat del Tapís de Tarragona i l'ha cedit en dipòsit a la Diputació de Tarragona per a ser exhibit al Museu d'Art Modern de Tarragona.
La realització del tapís, del qual es conserven dos dibuixos preparatoris, es va iniciar l'any 1969. En tant que la peça era de grans dimensions, el treball es realitzà a l'antiga fàbrica de farina de Tarragona, un edifici industrial de finals del segle xix que havia quedat en desús fins a tal punt que es va haver de reforçar alguns elements estructurals per poder-hi treballar. Royo i Miró no treballaren sols, sinó que en l'elaboració del tapís hi col·laboraren diverses alumnes de l'escola d'art de la Diputació de Tarragona que Royo havia escollit com a ajudants de taller, Glòria Malé, Maria Dolors Secall i Florita Sánchez.
La peça es caracteritza pel seu caràcter experimental, en tant que Miró i Royo van treballar amb llanes de diversos gruixos, nuades en forma de cabellera tot combinant textures, colors i formes clarament mironians.
L'obra acabada es va presentar durant el mes de setembre de 1970 a la Sala Gaspar de Barcelona, i el novembre del mateix any fou traslladat a Tarragona dins d'una ambulància de la Creu Roja, conduïda per membres de la brigada. El tapís s'instal·là al vestíbul de l'hospital, un edifici projectat per Josep Lluís Sert, on s'hi va estar durant prop de trenta anys, fins que la institució va tancar les portes l'any 1992. L'any següent, el tapís va entrar a la col·lecció del Museu d'Art Modern de Tarragona.
El 2014 s'exhibí temporalment a la Galeria Henry Moore del Royal College of Art (Londres) en una exposició benèfica de la Creu Roja britànica.

## Descripció
Una línia horitzontal divideix el tapís en dues clares seccions. al centre, una figura de colors vius, emmarcada amb traços negres i representada amb els braços aixecats en gest d'agraïment s'erigeix en eix de simetria de la peça. Al flanc dret s'hi identifica clarament la lluna, representada amb colors freds i acompanyada de l'estrella mironiana.

### Iconografia mironiana present al tapís
En la producció de Miró, hi ha un repertori de signes i figures que apareixen en una etapa inicial de la seva producció i que es mantenen fins al final. És un vocabulari que designa aspectes de l'univers interpretat per Miró i sotmès a una reducció elemental. La dona no és tal, sinó un univers. Per Miró, el sexe femení és la fecunditat; acompanyat per una sèrie de pèls que semblen les extremitats d'una aranya, que li donen una connotació maligna, de femme fatale. El costat vermell representa el sexe obert i el costat negre, el sexe tancat.
Al principi representava els ocells d'una forma realista. Progressivament, els va anar depurant fins que només reprodueix en un grafisme les formes que descriuen el seu vol. El color vermell amb què Miró pinta el sol de les seves obres per tal de transmetre la sensació de calor contrasta amb el color de la lluna, per a la qual acostuma a escollir colors freds que busquen produir sensacions oposades. La forma més freqüent de representar una estrella és mitjançant quatre línies que es creuen per la part central. Apareixen també com triangles contraposats i com cercles negres agrupats de dos en dos mitjançant línies corbes, rectes o intermitents. Un altre element molt singular en les obres de Joan Miró és la seva signatura, que deixava plasmada amb el seu primer cognom.